# 鲜花广场

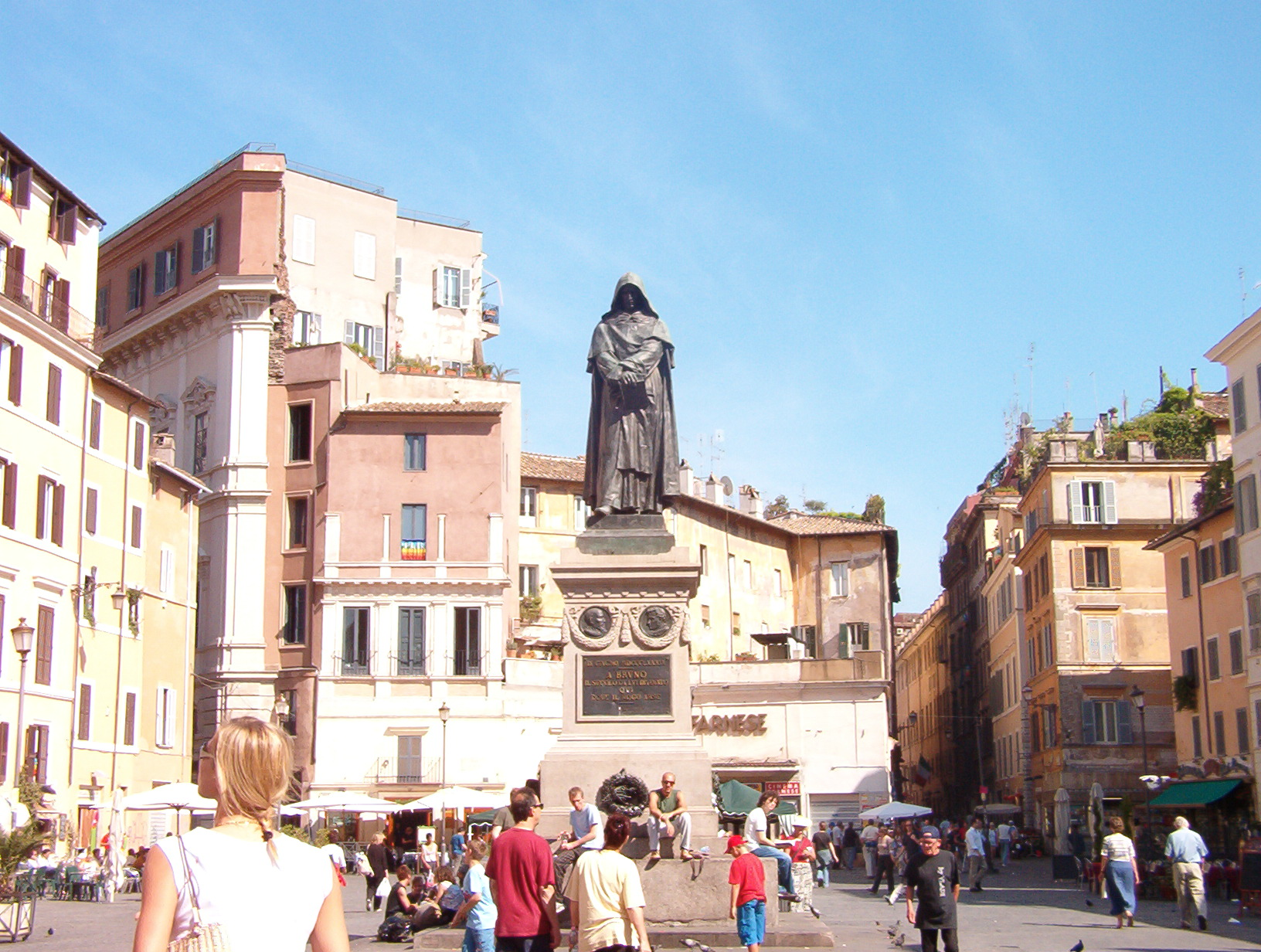
鲜花广场，中间是哲学家布鲁诺纪念碑

41°53′44.16″N 12°28′19.80″E / 41.8956000°N 12.4721667°E
鲜花广场（義大利語：Campo dei Fiori）是罗马的一个长方形广场，毗邻纳沃纳广场
在古罗马时，这个地方是庞培剧院与易发洪水的台伯河之间的空地。虽然在13世纪，奧爾西尼家族在南側蓋了幾棟建物，但是直到15世纪，这个广场仍未得到开发。广场上的第一座教堂兴建于教宗博義九世在位期间（1389年－1404年）

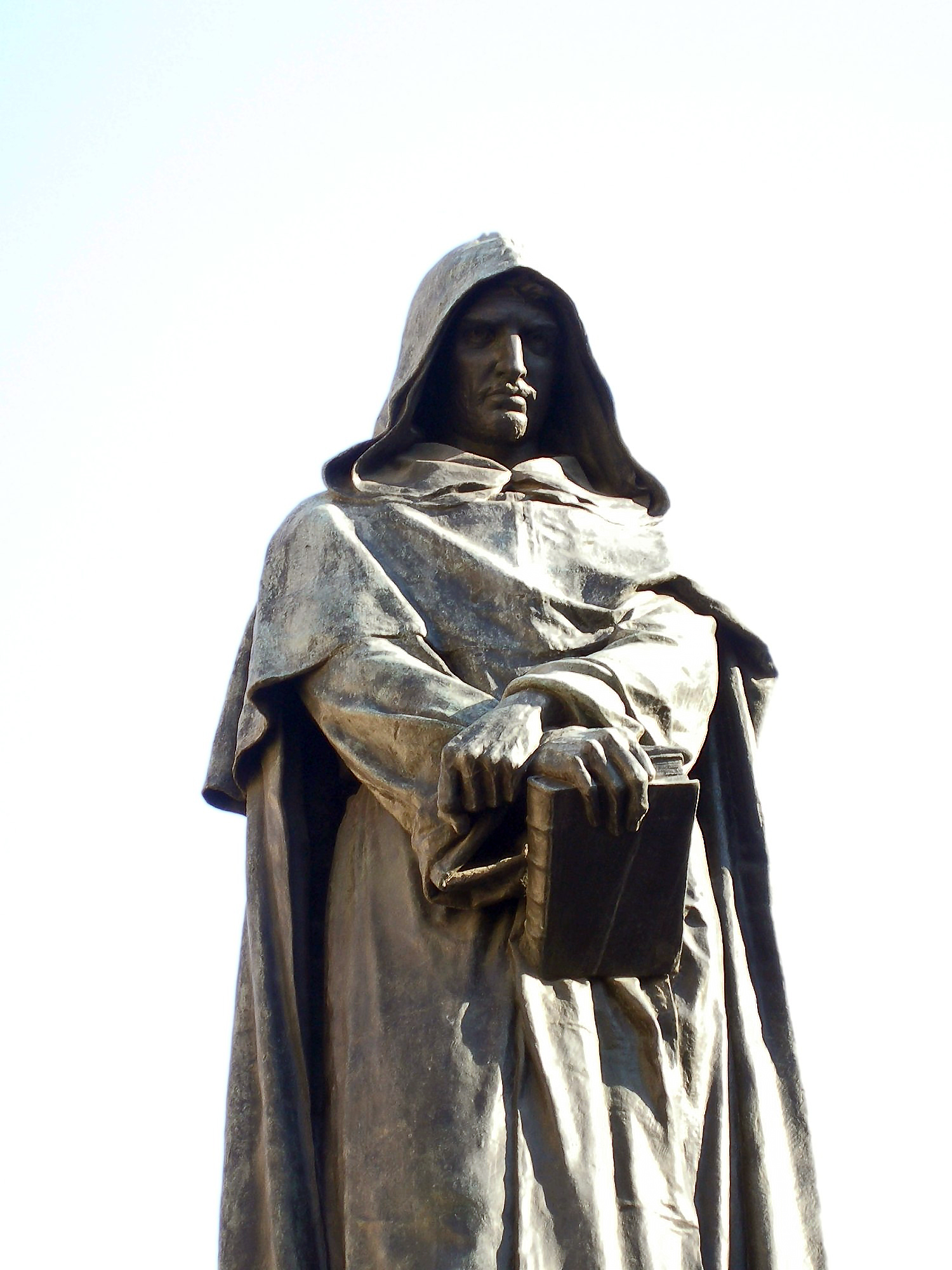
布鲁诺雕像

这个广场始终是商业和街道文化的中心：周边街道均被指定经营某一种生意—Via dei Balestrari（弩匠）、Via dei Baullari（保险箱工匠）、Via dei Cappellari（制帽匠）、Via dei Chiavari（锁匠）、Via dei Giubbonari（裁缝）。还有教宗思道四世开辟的新街道——Via Florea和Via Pellegrino——这个广场作为拉特朗圣若望大殿和梵蒂冈之间的必经之路，从而给该地区带来了财富：一个繁荣的马匹市场，每周举行两次（周一和周六），大量的旅馆和商店纷纷开设在鲜花广场。 
死刑通常在鲜花广场公开进行：在马市和牛市设有高耸的永久绞架。
1600年2月17日，哲学家布鲁诺在此被罗马异端裁判所活活烧死，因为他的想法（例如日心说）被认为是危险的，他所有的著作被教廷信理部列入《禁书目录》。1887年，Ettore Ferrari在他死亡的确切位置，专门为他修建了纪念碑: 他大胆地挑战梵蒂冈，意大利统一的第一天将他重新解释为言论自由的殉道者。
1858年，鲜花广场扩建，拆除了一个街区。自从1869年以后，此处每天早晨都开辟为蔬菜和鱼类市场。古代的喷泉“汤碗”（la Terrina）一度用来饮牛，1889年另择新址，改为鲜花市场。其题字：FA DEL BEN E LASSA DIRE（“做好，让他们谈论” ）正适合人多嘴杂的市场。下午，当地的足球比赛让位给户外的咖啡馆。到夜晚，鲜花广场又成为受到各国年轻人欢迎的聚会场所。

## 图片

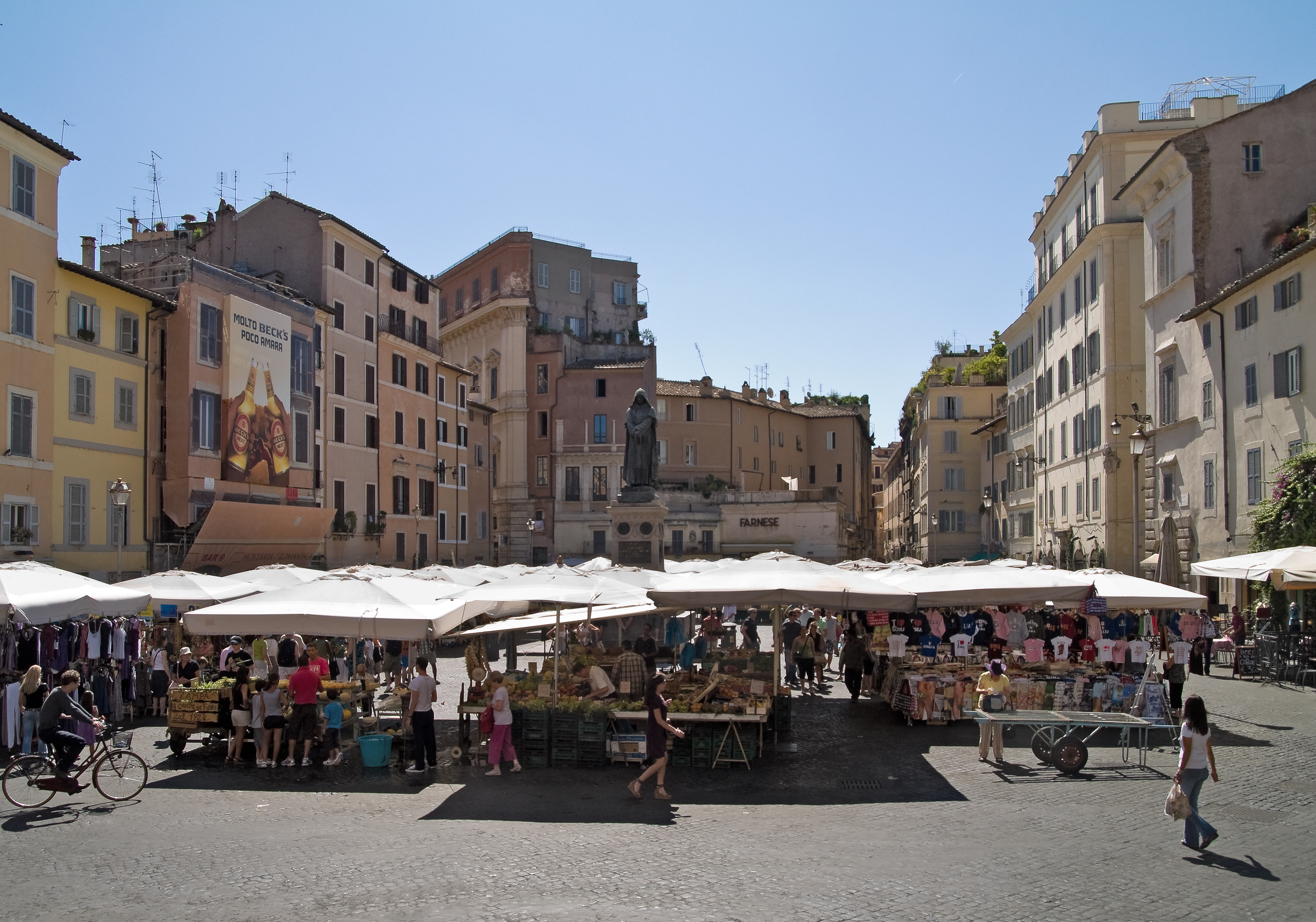
鲜花广场
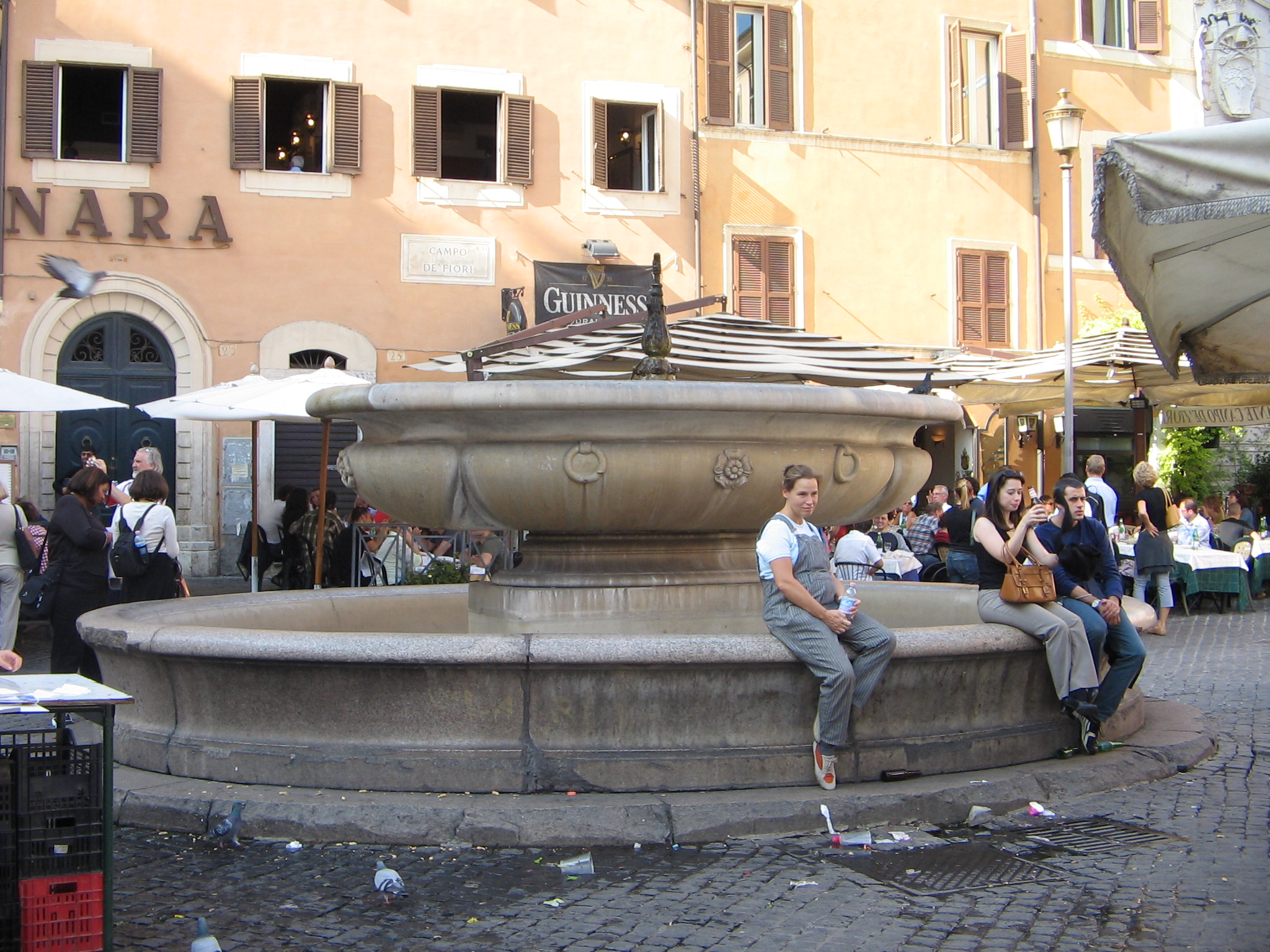
The Terrina.